# Horsfieldia obscura
Horsfieldia obscura är en tvåhjärtbladig växtart som beskrevs av W.J.J.O. de Wilde. Horsfieldia obscura ingår i släktet Horsfieldia och familjen Myristicaceae. Inga underarter finns listade i Catalogue of Life.